# 시편 44편
시편 44편은 44번째 시편이다. 성경의 그리스어 칠십인역과 일반적으로 라틴어 번역에서 사용되는 약간 다른 번호 체계에서 이 시편은 시편 43편이다. 불가타역에서는 "Deus auribus nostris audivimus patres nostri adnuntiaverunt"로 시작한다. 시편은 고라의 아들들이 지은 것으로 백성의 애가 시리즈로 분류된다.
시편은 유대교, 가톨릭, 루터교, 성공회 및 기타 개신교 전례의 정규 부분을 형성하며 종종 음악의 주제가 되었다.

## 내용
1. 하나님이여 주께서 우리 조상들의 날 곧 옛날에 행하신 일을 그들이 우리에게 일러 주매 우리가 우리 귀로 들었나이다
2. 주께서 주의 손으로 뭇 백성을 내쫓으시고 우리 조상들을 이 땅에 뿌리 박게 하시며 주께서 다른 민족들은 고달프게 하시고 우리 조상들은 번성하게 하셨나이다
3. 그들이 자기 칼로 땅을 얻어 차지함이 아니요 그들의 팔이 그들을 구원함도 아니라 오직 주의 오른손과 주의 팔과 주의 얼굴의 빛으로 하셨으니 주께서 그들을 기뻐하신 까닭이니이다
4. 하나님이여 주는 나의 왕이시니 야곱에게 구원을 베푸소서
5. 우리가 주를 의지하여 우리 대적을 누르고 우리를 치러 일어나는 자를 주의 이름으로 밟으리이다
6. 나는 내 활을 의지하지 아니할 것이라 내 칼이 나를 구원하지 못하리이다
7. 오직 주께서 우리를 우리 원수들에게서 구원하시고 우리를 미워하는 자로 수치를 당하게 하셨나이다
8. 우리가 종일 하나님을 자랑하였나이다 우리는 하나님의 이름에 영원히 감사하리이다 (셀라)
9. 그러나 이제는 주께서 우리를 버려 욕을 당하게 하시고 우리 군대와 함께 나아가지 아니하시나이다
10. 주께서 우리를 대적들에게서 돌아서게 하시니 우리를 미워하는 자가 자기를 위하여 탈취하였나이다
11. 주께서 우리를 잡아먹힐 양처럼 그들에게 넘겨 주시고 여러 민족 중에 우리를 흩으셨나이다
12. 주께서 주의 백성을 헐값으로 파심이여 그들을 판 값으로 이익을 얻지 못하셨나이다
13. 주께서 우리로 하여금 이웃에게 욕을 당하게 하시니 그들이 우리를 둘러싸고 조소하고 조롱하나이다
14. 주께서 우리를 뭇 백성 중에 이야기거리가 되게 하시며 민족 중에서 머리 흔듦을 당하게 하셨나이다
15. 나의 능욕이 종일 내 앞에 있으며 수치가 내 얼굴을 덮었으니
16. 나를 비방하고 욕하는 소리 때문이요 나의 원수와 나의 복수자 때문이니이다
17. 이 모든 일이 우리에게 임하였으나 우리가 주를 잊지 아니하며 주의 언약을 어기지 아니하였나이다
18. 우리의 마음은 위축되지 아니하고 우리 걸음도 주의 길을 떠나지 아니하였으나
19. 주께서 우리를 승냥이의 처소에 밀어 넣으시고 우리를 사망의 그늘로 덮으셨나이다
20. 우리가 우리 하나님의 이름을 잊어버렸거나 우리 손을 이방 신에게 향하여 폈더면
21. 하나님이 이를 알아내지 아니하셨으리이까 무릇 주는 마음의 비밀을 아시나이다
22. 우리가 종일 주를 위하여 죽임을 당하게 되며 도살할 양 같이 여김을 받았나이다
23. 주여 깨소서 어찌하여 주무시나이까 일어나시고 우리를 영원히 버리지 마소서
24. 어찌하여 주의 얼굴을 가리시고 우리의 고난과 압제를 잊으시나이까
25. 우리 영혼은 진토 속에 파묻히고 우리 몸은 땅에 붙었나이다
26. 일어나 우리를 도우소서 주의 인자하심으로 말미암아 우리를 구원하소서

### 히브리어 버전
| 절 | 내용                                                                                 |
| -- | ------------------------------------------------------------------------------------ |
| 1  | .לַמְנַצֵּחַ לִבְנֵי-קֹרַח מַשְׂכִּיל                                                                |
| 2  | :אֱלֹהִים, בְּאָזְנֵינוּ שָׁמַעְנוּ-- אֲבוֹתֵינוּ סִפְּרוּ-לָנוּ .פֹּעַל פָּעַלְתָּ בִימֵיהֶם, בִּימֵי קֶדֶם                  |
| 3  | ;אַתָּה, יָדְךָ גּוֹיִם הוֹרַשְׁתָּ-- וַתִּטָּעֵם .תָּרַע לְאֻמִּים, וַתְּשַׁלְּחֵם                                      |
| 4  | :כִּי לֹא בְחַרְבָּם, יָרְשׁוּ אָרֶץ, וּזְרוֹעָם, לֹא-הוֹשִׁיעָה-לָּמוֹ .כִּי-יְמִינְךָ וּזְרוֹעֲךָ, וְאוֹר פָּנֶיךָ-- כִּי רְצִיתָם |
| 5  | .אַתָּה-הוּא מַלְכִּי אֱלֹהִים; צַוֵּה, יְשׁוּעוֹת יַעֲקֹב                                                |
| 6  | .בְּךָ, צָרֵינוּ נְנַגֵּחַ; בְּשִׁמְךָ, נָבוּס קָמֵינוּ                                                    |
| 7  | .כִּי לֹא בְקַשְׁתִּי אֶבְטָח; וְחַרְבִּי, לֹא תוֹשִׁיעֵנִי                                                 |
| 8  | .כִּי הוֹשַׁעְתָּנוּ, מִצָּרֵינוּ; וּמְשַׂנְאֵינוּ הֱבִישׁוֹתָ                                                 |
| 9  | .בֵּאלֹהִים, הִלַּלְנוּ כָל-הַיּוֹם; וְשִׁמְךָ, לְעוֹלָם נוֹדֶה סֶלָה                                         |
| 10 | .אַף-זָנַחְתָּ, וַתַּכְלִימֵנוּ; וְלֹא-תֵצֵא, בְּצִבְאוֹתֵינוּ                                               |
| 11 | .תְּשִׁיבֵנוּ אָחוֹר, מִנִּי-צָר; וּמְשַׂנְאֵינוּ, שָׁסוּ לָמוֹ                                              |
| 12 | .תִּתְּנֵנוּ, כְּצֹאן מַאֲכָל; וּבַגּוֹיִם, זֵרִיתָנוּ                                                    |
| 13 | .תִּמְכֹּר-עַמְּךָ בְלֹא-הוֹן; וְלֹא-רִבִּיתָ, בִּמְחִירֵיהֶם                                                |
| 14 | .תְּשִׂימֵנוּ חֶרְפָּה, לִשְׁכֵנֵינוּ; לַעַג וָקֶלֶס, לִסְבִיבוֹתֵינוּ                                          |
| 15 | .תְּשִׂימֵנוּ מָשָׁל, בַּגּוֹיִם; מְנוֹד-רֹאשׁ, בַּלְאֻמִּים                                                 |
| 16 | .כָּל-הַיּוֹם, כְּלִמָּתִי נֶגְדִּי; וּבֹשֶׁת פָּנַי כִּסָּתְנִי                                                 |
| 17 | .מִקּוֹל, מְחָרֵף וּמְגַדֵּף; מִפְּנֵי אוֹיֵב, וּמִתְנַקֵּם                                                 |
| 18 | .כָּל-זֹאת בָּאַתְנוּ, וְלֹא שְׁכַחֲנוּךָ; וְלֹא-שִׁקַּרְנוּ, בִּבְרִיתֶךָ                                         |
| 19 | .לֹא-נָסוֹג אָחוֹר לִבֵּנוּ; וַתֵּט אֲשֻׁרֵינוּ, מִנִּי אָרְחֶךָ                                             |
| 20 | .כִּי דִכִּיתָנוּ, בִּמְקוֹם תַּנִּים; וַתְּכַס עָלֵינוּ בְצַלְמָוֶת                                            |
| 21 | .אִם-שָׁכַחְנוּ, שֵׁם אֱלֹהֵינוּ; וַנִּפְרֹשׂ כַּפֵּינוּ, לְאֵל זָר                                            |
| 22 | .הֲלֹא אֱלֹהִים, יַחֲקָר-זֹאת: כִּי-הוּא יֹדֵעַ, תַּעֲלֻמוֹת לֵב                                          |
| 23 | .כִּי-עָלֶיךָ, הֹרַגְנוּ כָל-הַיּוֹם; נֶחְשַׁבְנוּ, כְּצֹאן טִבְחָה                                           |
| 24 | .עוּרָה, לָמָּה תִישַׁן אֲדֹנָי; הָקִיצָה, אַל-תִּזְנַח לָנֶצַח                                            |
| 25 | .לָמָּה-פָנֶיךָ תַסְתִּיר; תִּשְׁכַּח עָנְיֵנוּ וְלַחֲצֵנוּ                                                   |
| 26 | .כִּי שָׁחָה לֶעָפָר נַפְשֵׁנוּ; דָּבְקָה לָאָרֶץ בִּטְנֵנוּ                                                  |
| 27 | .קוּמָה, עֶזְרָתָה לָּנוּ; וּפְדֵנוּ, לְמַעַן חַסְדֶּךָ                                                   |

## 구조
일반적으로 시편은 다음과 같이 구성된다.
1. 2-9절: 치유의 역사 복습함.
2. 10-23절: 현재의 재난에 대해 설명함.
3. 24-27절: 하나님의 개입으로 재앙을 종식시켜 달라고 최종 요청함.

시편 44편의 흐름을 반영하기 위해 제시된 또 다른 계획은 다음과 같다.
1. 하나님께서 과거에 자기 백성을 위하여 큰 일을 행하셨음을 기억하며(1~3절)
2. 하나님께서 이제 능하신 일을 행하시기를 원함(4-8절)
3. 그의 백성에 대한 하나님의 "최근" 징계를 한탄함(9-16절)
4. 하나님의 징계가 그들의 죄로 인한 것이 아님을 하나님께 호소함(17-22절)
5. 하나님께서 그들을 대신하여 그의 능하신 일을 다시 행하시도록 간구함(23-26절).
6. 시편 헤르만 궁켈(Hermann Gunkel)의 중심 메시지로 과거와 현재 사건의 대조를 언급했다.

유대 전통에서 이는 찬란한 과거에 직면한 고통으로 간주되며, 이는 현재 상황의 곤경을 더욱 잘 보여준다.

## 주제
시편은 2절에서 하나님이 열국을 쫓아내시고 이스라엘 백성을 심으시고 이 우물을 정복과 사사 시대 뒤에 두셨다는 옛적 이야기로 시작한다. 11절에서 이스라엘 백성이 여러 나라로 흩어졌다는 언급은 기원전 722년 앗수르 포로 이후의 날짜를 가리킬 수 있다. 또는 기원전 586년 바벨론 포로 이후 그러나 일부 사람들은 9절에서 하나님이 그들의 군대와 함께 나가지 않으셨다는 언급은 이 시편을 쓸 당시 유대 민족이 여전히 상비군을 가지고 있었다는 것을 의미한다. 또한 17절과 18절에서 그들의 곤경이 국가적 죄로 인한 것이 아니라는 시편 기자의 주장은 시편 기자가 바벨론 포로 이후를 언급하고 있지 않다는 것을 더욱 확증한다. 결코 결정적인 것은 아니지만, 위에서 제안한 시편 44편의 연대표와 일치하는 충돌이 이사야 36장, 역대하 32장, 열왕기하 18장에 기록되어 있다. 매튜 헨리는 이것들이 이 시편의 배경을 분명히 할 수 있다고 느꼈다. 예루살렘 성경은 17-22절이 "마카베오 시대의 박해에 시편을 순응시키기 위해 나중에 추가되었을 수 있다"고 제안한다.